# Melanophthalma rectusa
Melanophthalma rectusa es una especie de coleóptero de la familia Latridiidae.

## Distribución geográfica
Habita en Sierra Leona.